# Femme biche
La Femme biche, parfois connue sous le nom de la Dame biche (en anglais : the Deer Woman), est une femme capable de changer de forme dans la mythologie des peuples indigènes des Amériques, en Oklahoma, dans l’Ouest américain et le Nord-Ouest Pacifique, et à proximité. Elle apparaîtrait à différents moments sous la forme d’une vieille femme, d’une jolie jeune fille, ou d’une biche. Certaines descriptions lui donnent un buste de femme et le bas du corps d’un cerf.
Dans plusieurs folklores, la Femme Biche est décrite comme apparaissant parfois comme une jolie femme juste en dehors d’un sentier ou derrière un buisson, incitant les hommes à s’approcher. On dit souvent que la Femme Biche aurait les traits d’une jeune femme normale, à l’exception de ses pieds qui ont la forme de sabots de biche et de ses yeux de biche de couleur marron. Les hommes attirés par sa présence remarquent souvent trop tardivement qu’elle n’est pas une vraie femme, ils sont donc condamnés par sa magie jusqu’à la mort D’autres histoires et traditions décrivent l’apparition de la Femme Biche comme un signe de transformation personnelle ou comme un avertissement. On dit aussi que la Femme Biche aime beaucoup danser et qu’elle se joint à une danse communautaire sans être reconnue, ne partant qu’après que les battements de tambour ne cessent,.
Selon la tradition Ojibwé, on peut la chasser en utilisant du tabac et le chant, d’autres disent qu’il est possible de rompre son charme en regardant ses pieds qui sont en fait des sabots. Une fois qu’elle est reconnue pour ce qu’elle est vraiment, elle s’enfuit.

## Dans le monde
Le mythe de la Femme Biche comporte des similitudes avec des créatures féminines légendaires d’autres régions, en particulier d’autres mythes amérindiens comme La Llorona (« la pleureuse ») au Mexique et dans le Sud-Ouest des États-Unis, la Fiura au Chili, les créatures colombiennes Patasola et Tunda et la Iara au Brésil, et ailleurs dans le monde comme la Xana dans les Asturies, en Espagne, et la Naag Kanyas, la Femme Serpent, en Inde. Toutes sont des femmes qui par moments, se conduisent comme des sirènes, menant les hommes à leur mort. Dans la mythologie celtique, la Baobhan sith est un vampire femelle qui aurait des pattes de chèvre et qui séduirait les voyageurs et se délecterait de leur sang.
Cette malformation physique qui caractérise une femme autrement parfaite est un thème commun parmi les figures légendaires de sirènes. La Femme Biche a des sabots à la place des pieds, la Patasola et la Tunda ont des pieds déformés et on dit souvent que La Llorana n’a pas de pieds pour ceux qui la voient. La Iara au contraire est une Femme Poisson qui a un trou pour souffler dans son cou.
Dans des régions du nord de l’Inde, il y a eu des rumeurs de personnes choquées, généralement la nuit, de soudainement découvrir à leur plus grande surprise que les femmes qui voyageaient à leurs côtés avaient des sabots de vache à la place des pieds. Selon d’autres versions de cette légende urbaine, les femmes avaient des pieds normaux, mais à l’envers, ou en langage local ਪੁੱਠੇ ਪੈਰ - un signe évident, selon une croyance populaire, que cette dame « n’était pas » un être humain.

## À la télévision
La Femme Biche figurait comme personnage dans l’épisode du même nom de la série d’horreur de Showtime, Les Maîtres de l'horreur. Il fut diffusé à l’origine en Amérique du Nord le 9 décembre 2005, et fut réalisé par John Landis.
Elle est également représentée dans l’épisode 5 de la saison 1 de la série Reservation Dogs diffusée sur Hulu et Disney+ en 2021.